# Finestra de llançament

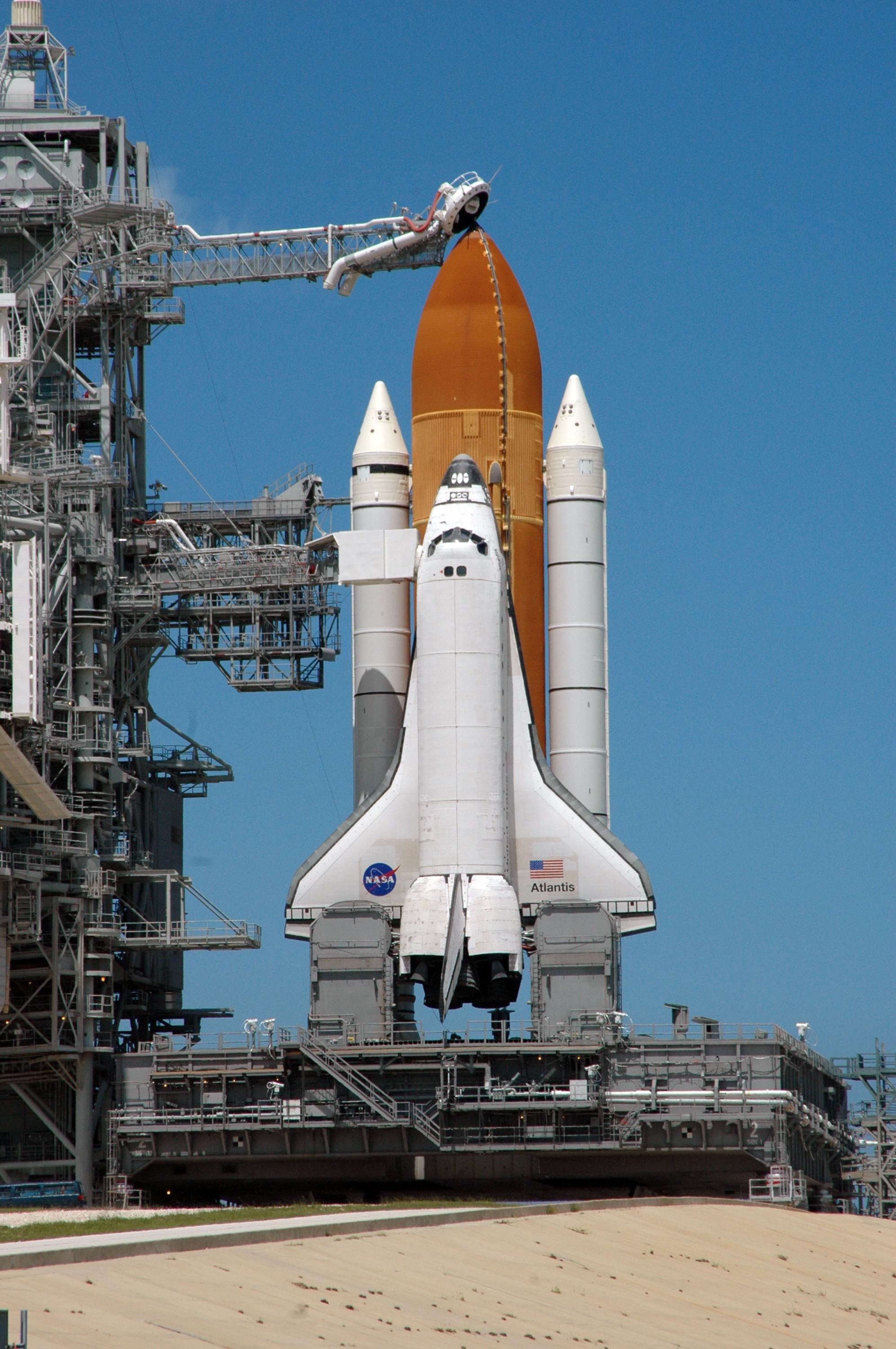
Preparació d'un llançament

En el context del vol espacial, una finestra de llançament és un període durant el qual un vehicle en particular (coet, transbordador espacial, etc.) s'ha de llançar per tal d'assolir el seu objectiu previst. Si el coet no és llançat dins de la "finestra", ha d'esperar a la propera.
Per als viatges en òrbites terrestres, és possible gairebé en qualsevol moment. Però si la nau espacial ha de realitzar un encontre amb una estació espacial (com l'Estació Espacial Internacional) o un altre vehicle que ja és en òrbita, el llançament ha de ser totalment programat per ocórrer al voltant del moment quan el pla orbital del vehicle objectiu es creua amb la base de llançament.
Per als llançaments per sota de l'òrbita terrestre baixa (LEO), el temps real de llançament pot ser flexible si s'utilitza una òrbita d'aparcament, ja que la inclinació i el temps de la nau espacial inicialment en l'òrbita d'aparcament pot variar.
Per anar a un altre planeta utilitzant el senzill mètode de baixa energia de l'òrbita de transferència de Hohmann, si l'excentricitat de les òrbites no és un factor, les finestres de llançament són acord al període sinòdic; Per exemple, en el cas de Mart el període és 2,135 anys, p.e. 780 dies. En casos més complexos, incloent l'ús d'assistències gravitatòries, les finestres de llançament són irregulars. A vegades les oportunitats sorgeixen rarament: per exemple, quan la Voyager 2 es va aprofitar d'una alineació planetària en 175 anys (finestra de llançament) per visitar Júpiter, Saturn, Urà i Neptú. Quan es perd l'oportunitat, es pot seleccionar una altra destinació. Per exemple, la missió Rosetta de l'ESA havia sigut originalment destinat a 46P/Wirtanen, però un problema amb el llançador va fer endarrerir la missió i havia de ser seleccionat un nou objectiu (el cometa 67P/Txuriúmov-Herassimenko).
Les finestres de llançament es calculen és sovint amb el delta-v necessària per aconseguir la missió, davant a l'hora de llançament.
Les missions del transbordador espacial a l'Estació Espacial Internacional van ser restringits per retallades de l'angle beta. L'angle beta ({\displaystyle \beta }) es defineix com l'angle entre el pla de l'òrbita i el vector del sol. A causa de la relació entre l'angle beta d'un objecte en òrbita (en aquest cas, la ISS) i el tant per cent de la seva òrbita que es gasta en la llum del sol, la generació d'energia solar i de control tèrmic es veuen afectats per aquest angle beta. Els llançaments del Transbordador a la ISS van ser només intentats quan la ISS era en una òrbita amb un angle beta de menys de 60 graus.

## bibliografia
- Wilson, A: Solar System Log, 1987, Jane's, ISBN 0-7106-0444-0
- Miles, F. & Booth. N.: Race to Mars, 1988, Harper & Row Publ., ISBN 0-06-016005-5